# Gertrudis Magna
Para consultar sobre otras santas del mismo nombre, ver Santa Gertrudis
Santa Gertrudis de Helfta (Eisleben, Alemania, 1256 - Helfta, 1302) fue una monja benedictina cisterciense y escritora mística, también conocida como Gertrudis la Grande o Gertrudis Magna.
En suelo novohispano, fue jurada como patrona de la ciudad de Puebla de los Ángeles y conocida como intercesora para una buena muerte y rescatadora de ánimas del purgatorio.

## Nacimiento e ingreso en el monasterio
De los orígenes de Gertrudis de Helfta solo se conoce la fecha de nacimiento: 6 de enero de 1256. El lugar y la familia son un enigma. El silencio al respecto ha resultado sospechoso y se han elaborado conjeturas, como la procedencia servil o pobre, haber sido abandonada o ser hija ilegítima de algún noble. Lo que es seguro es que en su familia existían circunstancias que en la época no era adecuado mencionar.
A la edad de 5 años ingresó en el monasterio de Helfta. Sobre esto tampoco han quedado noticias: se desconoce cómo llegó y si fue acogida exclusivamente como educanda, para ser formada en la escuela de niñas a cargo de Matilde de Hackeborn, o como oblata, ofrecida a Dios para convertirse en monja.

## Juventud y conversión
Gertrudis inició su aprendizaje monástico. Realizó el noviciado, profesó y recibió una cuidada formación teológica, filosófica, literaria y musical. Su vida fue normal hasta los 25 años, como una monja más del monasterio, dedicada a la copia de manuscritos, la costura y las labores agrícolas de la huerta monástica. No desempeñó cargos importantes, o al menos solo se conoce que fue cantora segunda a las órdenes de Matilde de Hackeborn. 
El 27 de enero de 1281 tuvo su primera experiencia mística, que supondría un profundo cambio en su vida. Se trató de una visión de Cristo adolescente, que le decía: No temas, te salvaré, te libraré... Vuélvete a mí y yo te embriagaré con el torrente de mi divino regalo. A partir de esto dejó los estudios profanos y de literatura por los estudios teológicos, y su existencia pasó de ser rutinaria, a vivir una profunda experiencia mística.

## Obra literaria
Gertrudis vivió una intensa vida mística en medio de la vida comunitaria. A menudo sufrió enfermedades, pero esto no la incapacitó para dedicarse a escribir diversas obras literarias entre las que se encontraban comentarios a la Sagrada Escritura. Se han perdido casi todas las obras, conservándose solamente tres.

### Memorial de la abundancia de la divina suavidad
Tiene 24 capítulos. El género es semejante a las Confesiones de San Agustín. Recoge la experiencia mística de Gertrudis desde su conversión hasta el año 1290.

### Heraldo del amor divino
De los materiales sueltos escritos o dictados por Gertrudis, así como los recogidos por las monjas contemporáneas, surgió la segunda obra, Legatus Divinæ Pietatis, el Heraldo (o Mensajero) de la piedad divina. La editora que los ordenó permanece en el anonimato, y se llama a sí misma "redactora" (redactrix). La compilación se terminó poco antes de morir Gertrudis. Consta de cinco libros. El primero es un panegírico de la persona y actividad de Gertrudis de Helfta, obra de la redactora. El segundo incorpora el Memorial exclusivamente. Los libros tercero, cuarto y quinto recogen los materiales de diversa procedencia, que relatan las experiencias místicas de Gertrudis en torno al Año litúrgico, así como revelaciones recibidas sobre la muerte y gloria de personas de su entorno. Ocho manuscritos completos o parciales, todos del siglo XV, sobreviven del original latino.

### Ejercicios Espirituales
Libro de oraciones compuesto íntegramente por Gertrudis. La finalidad es reavivar el fervor religioso mediante la meditación. Son siete ejercicios, que responden a los momentos más importantes de la vida de una monja: bautismo, conversión, consagración virginal, profesión monástica, alabanza divina y muerte, entendida como encuentro con el divino Esposo. Ningún manuscrito medieval de los Exercitia Spiritualia ha llegado a nuestros días. El texto más antiguo del original latino es la impresión de Colonia de 1536, editada por el cartujo Johannes Lanspergius a partir de algún manuscrito hoy desaparecido.

## Doctrina espiritual
Toda la obra de Gertrudis se organiza en torno a la vida monástica, cuyo centro es la Liturgia de las Horas, la Eucaristía y la Lectio Divina. Su espiritualidad es de carácter Cristocéntrico, destacando especialmente la imagen del Corazón de Jesús, símbolo del amor divino. Sus obras, junto con la de Matilde de Hackeborn, son uno de los testimonios más antiguos de esta devoción. La presencia de la Virgen María también es importante, pero su mariología se integra por completo en su cristología.
Respecto a las virtudes, tiene una visión y positiva, en clave de acogida de la gracia divina y de progresiva unión con Cristo, más que como una lucha contra los vicios y las pasiones. Junto a esto desarrolla la idea de la suplencia de Cristo, por la que el amor de Jesús le lleva a suplir y subsanar con sus méritos y virtudes la insuficiencia del hombre para salvarse.
Todo ello entrega al hombre la libertad de corazón. Quizá este sea el rasgo que más llamó la atención a sus lectores. Gertrudis se siente soberanamente libre confiando plenamente en el amor y la misericordia de Cristo. Ello la hizo ser e intrépida, manifestándolo por ejemplo en su práctica de comulgar siempre que podía, algo impensable para su tiempo, por las oraciones, ayunos y ejercicios necesarios para prepararse. La suplencia de Cristo subsanaba los olvidos a este respecto.

## Muerte

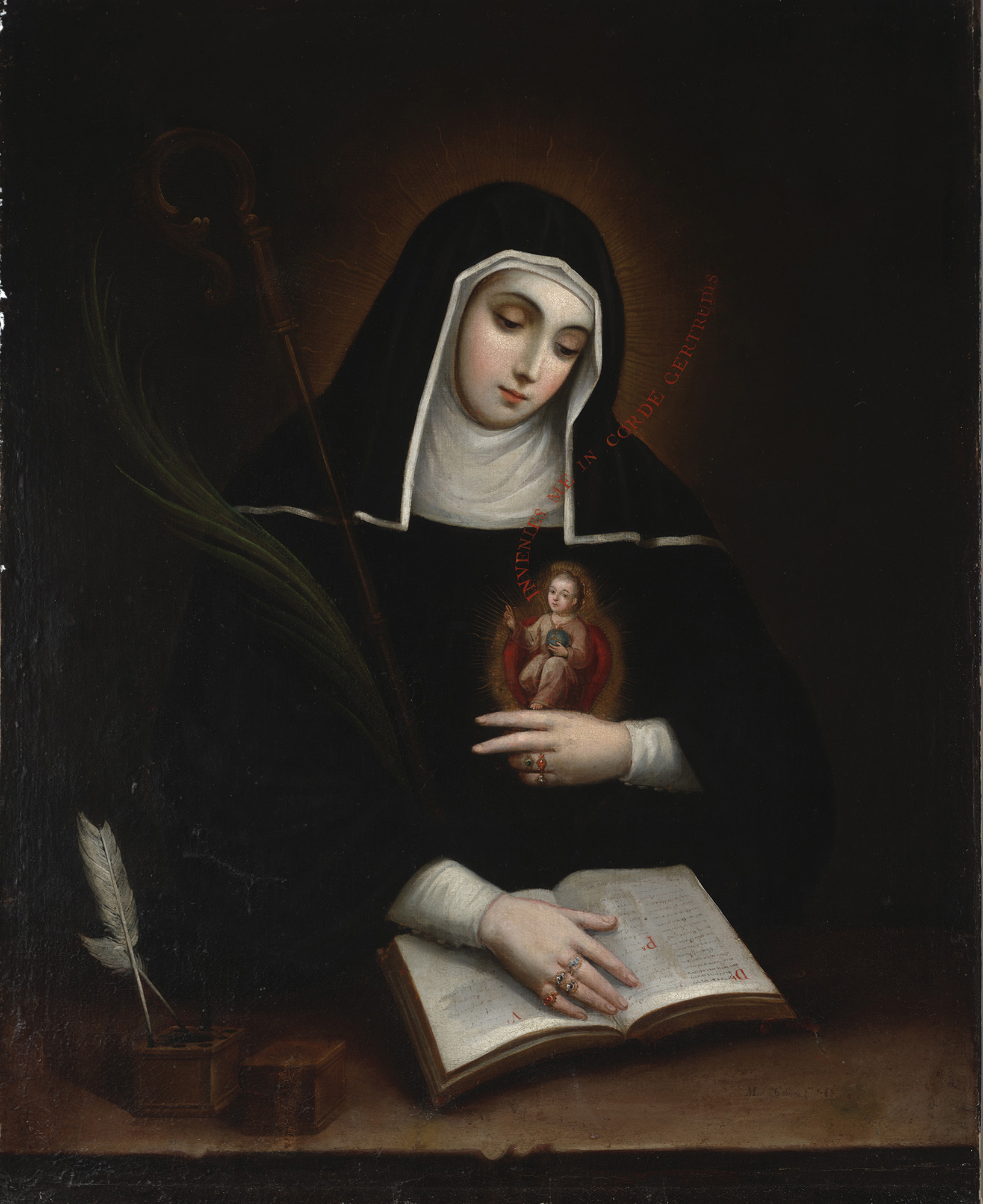
Santa Gertrudis, por Miguel Cabrera, 1763

Santa Gertrudis Magna murió en la segunda mitad de 1302, a los 45 años de edad. La fecha del 17 de noviembre, que a veces se ha mencionado como su fecha de muerte, procede de la confusión que largo tiempo reinó (aún el Breviario Romano), entre esta santa y su predecesora Gertrudis de Hackeborn, abadesa de Helfta, hermana de santa Matilde, que sí murió un 17 de noviembre, pero de 1292. 
Sus escritos y espiritualidad pasaron desapercibidos hasta 1536 en que los cartujos de Colonia imprimieron el Heraldo. La aceptación y éxito fue enorme, y se produjo toda una corriente espiritual en torno a ella que se tradujo en reediciones continuas de sus escritos y numerosas biografías. Por tal éxito, y al desconocerse su apellido, empezó a ser llamada Gertrudis la Grande o Magna. En el siglo XVII es tal la veneración en torno a su persona que Roma se vio forzada a aprobar su culto en la Orden Benedictina y otras Congregaciones religiosas. El 22 de enero de 1678 fue inscrita oficialmente en el Martirologio Romano, y en 1739 su fiesta se eleva a memoria para toda la Iglesia católica. En la actualidad ha sido propuesta para ser nombrada Doctora de la Iglesia.

## Iconografía
Gertrudis es representada como una monja vestida de negro (como benedictina) o de blanco (como cisterciense) con un corazón en el pecho en el que está el Niño Jesús en referencia a la famosa frase de los escritos "Me encontraréis en el corazón de Gertrudis". Suele llevar en las manos un báculo de abadesa (aunque nunca lo fue); y en algunas ocasiones un libro, en referencia a su actividad como escritora. 

## Oración de Santa Gertrudis por las ánimas del purgatorio
Nuestro Señor le dijo a Santa Gertrudis la Grande, que esta oración puede librar 1000 almas del purgatorio cada vez que se rece: 
"Padre eterno, yo te ofrezco la preciosísima sangre de tu Divino Hijo Jesús, en unión con las misas celebradas hoy día a través del mundo por todas las benditas ánimas del purgatorio por todos los pecadores del mundo. Por los pecadores en la iglesia universal, por aquellos en propia casa y dentro de mi familia, amén."

## Oración de Santa Gertrudis del Ave María de Oro
Promesa en palabras de la Santísima Virgen a Santa Gertrudis: “A las almas que en vida Me hayan saludado con esta oración, Me apareceré con gran resplandor en la hora de la muerte. Además, cuando el alma se separe del cuerpo, Me manifestaré con hermosura tan espléndida, que el alma sentirá un gran consuelo. En ese instante, experimentará algo semejante a las delicias del Paraíso.” 
¡Ave, María!, ¡Blanco Lirio de la Gloriosa y siempre Serena Trinidad!
¡Salve, Brillante Rosa del Jardín de los Deleites Celestiales!
¡Oh, Tú, de Quien Dios quiso nacer en este mundo, y de cuya Leche el Rey del Cielo quiso ser nutrido!
Alimenta nuestras almas con las efusiones de la Gracia Divina. Amén.